# Powstanie w Wuchangu
Powstanie w Wuchangu – wystąpienie zbrojne stanowiące początek Rewolucji Xinhai, która doprowadziła do obalenia monarchii i trzystuletnich rządów mandżurskich w Chinach.

## Preludium
9 maja 1911 roku rząd cesarski wydał edykt o nacjonalizacji dwóch budowanych właśnie linii kolejowych w środkowych Chinach. Decyzja ta była ukłonem władzy w kierunku szlachty, która zainwestowała już spore pieniądze w budowę. Wykupowi miały podlegać jedynie większościowe pakiety akcji, do których dano prawo państwu i zagranicznym bankom. Mniejszościowe pakiety, znajdujące się w prywatnych rękach, zostały unieważnione.
17 czerwca przedsiębiorcy w prowincji Syczuan zawiązali Towarzystwo Obrony Kolei, które rozpoczęło serię strajków i demonstracji. Poparcia Towarzystwu udzieliło obradujące w Chengdu zgromadzenie lokalne, przy okazji wyrażając swój sprzeciw wobec wysokich podatków i domagając się zwołania konstytuanty. W odpowiedzi na wielką manifestację z 7 września gubernator Zhao Erfeng rozpoczął pacyfikację prowincji. W całej prowincji doszło do krwawych walk między chłopskimi milicjami a wojskiem; atakowano biura podatkowe, rozbijano więzienia, obalano słupy telegraficzne. Przerażony obrotem spraw pekiński rząd skierował do Syczuanu jako posiłki oddziały stacjonujące w prowincji Hubei.
24 września w Wuhanie odbyło się wspólne zebranie tajnych stowarzyszeń spiskowych, działających pod kryptonimami Związek Postępu i Towarzystwo Literackie. Spiskowcy uznali, że wydarzenia w Syczuanie są właściwym momentem do rozpoczęcia republikańskiej rewolucji. Datę jej rozpoczęcia ustalono na 16 października. 9 października doszło do przypadkowego wybuchu bomby podczas produkcji materiałów wybuchowych w kwaterze powstańców na terenie rosyjskiej koncesji w Hankou. W jego wyniku służby rosyjskie odkryły kwaterę spiskowców i powiadomiły administrację cesarską. Rankiem 10 października chińska policja rozpoczęła aresztowania wśród spiskowców. Wydarzenia te spowodowały przyspieszenie decyzji o rozpoczęciu rewolucji.

## Przebieg
Około godziny 20 padły pierwsze strzały, rozpoczynając powstanie w Wuchangu. Przeciwko siłom rządowym wystąpiły dwie organizacje rewolucyjne: Związek Postępu Powszechnego i Towarzystwo Literackie skupiające prawie 5000 żołnierzy nowej armii. W przeciągu wietrznej i deszczowej nocy z 10 na 11 października podoficerowie 8 batalionu saperów opanowali arsenał i zabili dowódców. Po zajęciu namiestnikostwa i ucieczce wicekróla, garnizon Qingowski pogrążył się w chaosie. W nocy z 10 na 11 „więcej niż 500 żołnierzy mandżurskich zostało zabitych” a „ponad 300 wzięto do niewoli”. O świcie 11 października, Wuchang znajdował się  już w rękach rewolucjonistów.